# Zwartrugkardinaal
De zwartrugkardinaal of Zwartrugkernbijter (Pheucticus aureoventris) is een zangvogel uit de familie Cardinalidae (kardinaalachtigen).

## Verspreiding en leefgebied
Deze soort telt 5 ondersoorten:
- P. a. meridensis: westelijk Venezuela.
- P. a. uropygialis: het noordelijke deel van Centraal-en centraal Colombia.
- P. a. crissalis: van zuidwestelijk Colombia tot centraal Ecuador.
- P. a. terminalis: oostelijk Peru.
- P. a. aureoventris: van zuidelijk Peru en westelijk Bolivia tot noordwestelijk Argentinië.